# María José Zaldívar
María José Zaldívar Larraín (16 settembre 1975) è una politica e avvocata cilena, dal 28 ottobre 2019 al 7 aprile 2021 ministra del lavoro e della previdenza sociale nel secondo governo di Sebastián Piñera.

## Biografia
Nata il 16 settembre 1975, è figlia di Adolfo Zaldívar, ex senatore ed ex militante del Partito Democratico Cristiano e del Partito Regionalista Indipendente.
È un'avvocata, laureata in giurisprudenza presso la Pontificia Università Cattolica del Cile e laureata anche in storia. Ha anche master in diritto pubblico acquisito nella stessa università.
È sposata e ha quattro figli.

## Percorso politico
Dal 2005 fino al maggio del 2014 fu consulente legale, procuratrice e soprintendente della previdenza sociale cilena. Al momento della sua nomina come ministra, servì come sottosegretaria alla previdenza sociale.
Alla Pontificia Università Cattolica del Cile tenne la cattedra di "Sistemi di benessere" e, dal 2014, fu professoressa del Dipartimento di diritto del lavoro di quell'istituto. All'Università Andrés Bello, insegnò i corsi di "Logica e linguaggio" e "Fonti generali del diritto", mentre all'Universidad del Desarrollo, fu professoressa della materia "Previdenza sociale" e fu insegnante di diritto del lavoro di quell'università.
Il 28 ottobre del 2019 fu nominata ministra del lavoro e della previdenza sociale dal presidente Piñera, lasciando tale incarico nell'aprile del 2021, quando fu sostituita da Patricio Melero.